# DaQuan Jeffries
DaQuan Marquel Jeffries, né le 30 août 1997 à Edmond dans l'Oklahoma, est un joueur américain de basket-ball évoluant aux postes d'arrière et ailier.

## Biographie
DaQuan Jeffries n'est pas sélectionné lors de la draft NBA 2019.
Le 22 octobre 2019, il signe un contrat two-way avec les Kings de Sacramento.
Le 26 novembre 2020, il signe un contrat de deux saisons avec les Kings de Sacramento. Le 4 avril 2021, il est coupé. Le 6 avril 2021, il s'engage avec les Rockets de Houston. Il est coupé le 14 mai 2021. Le 15 mai, il rejoint les Spurs de San Antonio.
Le 1er janvier 2022, il signe pour 10 jours en faveur des Grizzlies de Memphis.
Fin novembre 2022, il signe un contrat two-way en faveur des Knicks de New York. Début mars 2023, son contrat two-way est converti en un contrat de 10 jours. Fin mars 2023, il signe aux Knicks jusqu'à la fin de saison. Il est coupé fin décembre 2023 puis resigné via un contrat de 10 jours en février et mars 2024.